# Amantle Montsho
Amantle Montsho, bocvanska atletinja, * 4. julij 1983, Mabudutsa, Bocvana.
Nastopila je na olimpijskih igrah v letih 2004, 2008 in 2012, leta 2012 je osvojila četrto mesto v teku na 400 m, leta 2008 pa osmo. Na svetovnih prvenstvih je v isti disciplini osvojila naslov prvakinje leta 2011 in podprvakinje leta 2013, na afriških prvenstvih tri zlate in srebrno medaljo v teku na 400 m ter srebrno medaljo v štafeti 4x400 m, na igrah Skupnosti narodov pa zlato medaljo v teku na 400 m leta 2010. Leta 2015 je prejela dvoletno prepoved nastopanja zaradi dopinga. 